# Habibulá Kalakani
Habibulá Kalakani (también escrito Habibullah Kalakani) (en pastún: حبیب الله کلکاني‎; en persa: حبیبالله کلکانی‎; 19 de enero de 1891 - 1 de noviembre de 1929) fue rey de Afganistán entre enero y octubre de 1929, después de haber depuesto a Amanulá Khan y Inayatullá Khan con la ayuda de varias tribus afganas que se oponían a la modernización del país. Sin embargo, nueve meses después fue derrotado, destronado y finalmente ejecutado por Mohamed Nadir Khan, que se convertiría en el nuevo rey afgano.

## Biografía
Kalakani nació en 1891 en el poblado de Kalakan, al norte de la provincia de Kabul, en el seno de una familia de Tayikos étnicos. Su padre Aminullah entregaba agua a los guerreros afganos durante las guerras anglo-afganas, por lo que Kalakani pasó a ser conocido como «Bache Saqqaw» —hijo del portador de agua—. Durante su adolescencia, Kalakani se aventuró fuera de su poblado y viajó hasta Kabul, donde se unió al Ejército Nacional Afgano. Se cree que poco después desertó del Ejército con su rifle y huyó a Peshawar, en la vecina India británica —actual Pakistán—. Allí realizó trabajos, incluyendo la venta de té en las calles. Para sus partidarios tayikos se convirtió en una especie de «Robin Hood» que robaba todo a los ricos en las calles, mientras que para sus detractores no era otra cosa que un bandido y un criminal común.
En 1928 el rey afgano Amanulá regresó de un viaje por Europa y trajo con él numerosas ideas occidentales, que incluían aplicar cambios sociales y culturales. Su intención era modernizar rápidamente el país, algo que pronto chocó con la frontal oposición de los sectores conservadores y religiosos, entre los que destacó la tribu Shinwari. Con el apoyo de las fuerzas tayikas de Kalakani, los Shinwaris y otras tribus emprendieron una rebelión en noviembre contra el rey y los partidarios de la modernización que poco después degeneró en una guerra civil en todo el país. Si bien las fuerzas de Kalakani fueron rechazadas inicialmente cuando intentaron tomar Kabul, después de haberse refugiado por unos días en Paghman sus fuerzas lograron hacerse con el control de la capital.
Amanulá había abdicado en favor de su hermano, Inayatulá Khan, pero el 17 de enero de 1929, tras solo tres días de reinado y rodeado por las fuerzas de Kalakani, Inayatulá decidió abdicar y entregarle el trono al caudillo tayiko. Después de haber capturado el Arg —actual Palacio Presidencial— de Kabul, Kalakani descubrió que en el edificio había setecientas cincuenta mil libras esterlinas y comenzó a pagar los salarios de sus soldados. La primera orden de Kalakani fue eliminar todas las flores de los jardines presidenciales y sustituir las plantas por verduras. A continuación, ordenó el cierre de las escuelas para mujeres y todos los centros educativos de estilo occidental. Sus fuerzas también apoyaron, y acogieron en Afganistán, a los rebeldes basmachis que combatían a los soviéticos en el Turquestán ruso desde 1917. El nuevo monarca abrogó en la práctica el tratado afgano-soviético de 1926 que obligaba al país a controlar las actividades de los basmachí refugiados en el reino y a impedir sus incursiones en la URSS. El antiguo emir de Bujará, que residía en Afganistán, obtuvo el permiso del nuevo soberano para reclutar entre los uzbecos y tayikos afganos y para emplear el norte del país como base de operaciones contra los soviéticos.
Hacia septiembre de 1929 el rey depuesto, Amanulá, intentó organizar un nuevo ejército y llamó a su principal general, Nadir Khan, desde Europa. El Ejército del general Nadir Khan pronto se hizo con el control del oeste y el sur de Afganistán, ya que tenían un mejor armamento, y contaban tanto con el apoyo de los británicos como con el de muchas tribus. Nadir Khan logró organizar un ejército con miles de tropas procedentes del Pastunistán que en poco tiempo logró derrotar a las fuerzas de Kalakani. Hacia el 10 de octubre de 1929 Kabul fue ocupado por las fuerzas de Nadir Khan, que lograron recapturar el Arg. Kalakani y sus partidarios acabaron siendo capturados.
Kalakani fue fusilado el 1 de noviembre de 1929 junto a su hermano y otros diez cabecillas rebeldes, y sus cuerpos fueron expuestos al público.

## Títulos y tratamientos
Esta tabla aún no está actualizada. Puedes contribuir aportando información sobre títulos y tratamientos de esta persona.